# Гребінка (станція)
Гребі́нка — вузлова дільнична залізнична станція 1-го класу Полтавської дирекції Південної залізниці на перетині ліній Гребінка — Ромодан та Прилуки — Гребінка. Розташована в місті Гребінка Лубенського району Полтавської області.

## Історія
Станція відкрита 1895 року, коли звідси було прокладено залізницю через Ічню до станції Крути. Первинна назва станції — Петрівка. Спочатку станція була проміжною, однак вона доволі швидко перетворилася на вузлову.
1897 року збудована залізнична лінія на Золотоношу, а 1901 року — відкритий рух поїздів залізничною лінією Дарниця — Полтава. У 1901 році станція і розташоване поруч із нею пристанційне селище отримали сучасну назву, на честь українського письменника, байкаря, педагога та видавця Євгена Гребінки, який народився неподалік, у селі Мар'янівка.
У 1994 році станцію електрифіковано змінним струмом (~25 кВ) в складі 47-кілометрової дільниці Яготин — Гребінка.
10 грудня 1997 року відбулося урочисте відкриття електрифікованої дільниці Гребінка — Лубни, що поклала початок електрифікації всієї лінії Київ — Харків на території Південної залізниці. Дана дільниця знаходиться на головному широтному ходу Південної залізниці Гребінка — Полтава — Харків — Куп'янськ — Тополі.
До 2008 року була закінчена електрифікація лінії Полтава — Гребінка і на базі моторвагонного рухомого складу ТЧ-12 і ТЧ-5 «Полтава» було створено РПЧ-2 «Полтава», яке здійснює приміські перевезення на даній ділянці, приміські поїзди ЦМВ були скасовані.

## Пасажирське сполучення
Станція має важливе транспортне сполучення, на якій зупиняються більшість поїздів далекого сполучення (окрім швидкісних електропоїздів Інтерсіті+ сполученням Київ — Харків.
Для всіх приміських поїздів, що прямують з Києва, Лубнів, Полтави, Коломаку, Сміли, Черкас, Прилук, Ніжина, Бахмача, станція Гребінка є кінцевою, тож необхідно здійснювати пересадку на інші приміські поїзди.
З 30 жовтня 2016 рокуна станції зупиняється  призначений нічний швидкий поїзд «Максим Яровець» сполученням Хмельницький — Лисичанськ.

## Особливості станції
Станція Гребінка є однією з двох на Південній залізниці (інша — Лозова) залізничних станцій України, яка є залізничним вузлом на межі трьох залізниць: Південної (сама станція підпорядкована Південній залізниці), Південно-Західної (межа проходить за 2 км на захід від станції в бік Києва) та Одеської (межа проходить за декілька кілометрів на південь у бік Черкас).
Від залізничної станції Гребінка розгалужуються лінії:
- Гребінка — Дарниця (двоколійна, електрифікована);
- Гребінка — Полтава (одноколійна з двоколійними вставками — будівництво других колій на деяких перегонах триває і досі, електрифікована);
- Гребінка — Прилуки (одноколійна, неелектрифікована);
- Гребінка — Черкаси — імені Тараса Шевченка (одноколійна, електрифікована від імені Тараса Шевченка до Черкас).

З 1998 по 2003 роки приміське сполучення було представлено електропоїздами Київ — Лубни і трохи пізніше — Київ — Ромодан формування Південно-Західної залізниці та приміськими поїздами ЦМВ сполученням Полтава — Гребінка.
У 2002 році частина електропоїздів була передана з ТЧ-8 «Фастів» Південно-Західної залізниці до ТЧ-12 «Гребінка» Південної залізниці, які і почали курсувати на даній дільниці.
На станції Гребінка розташоване локомотивне депо.

## Галерея

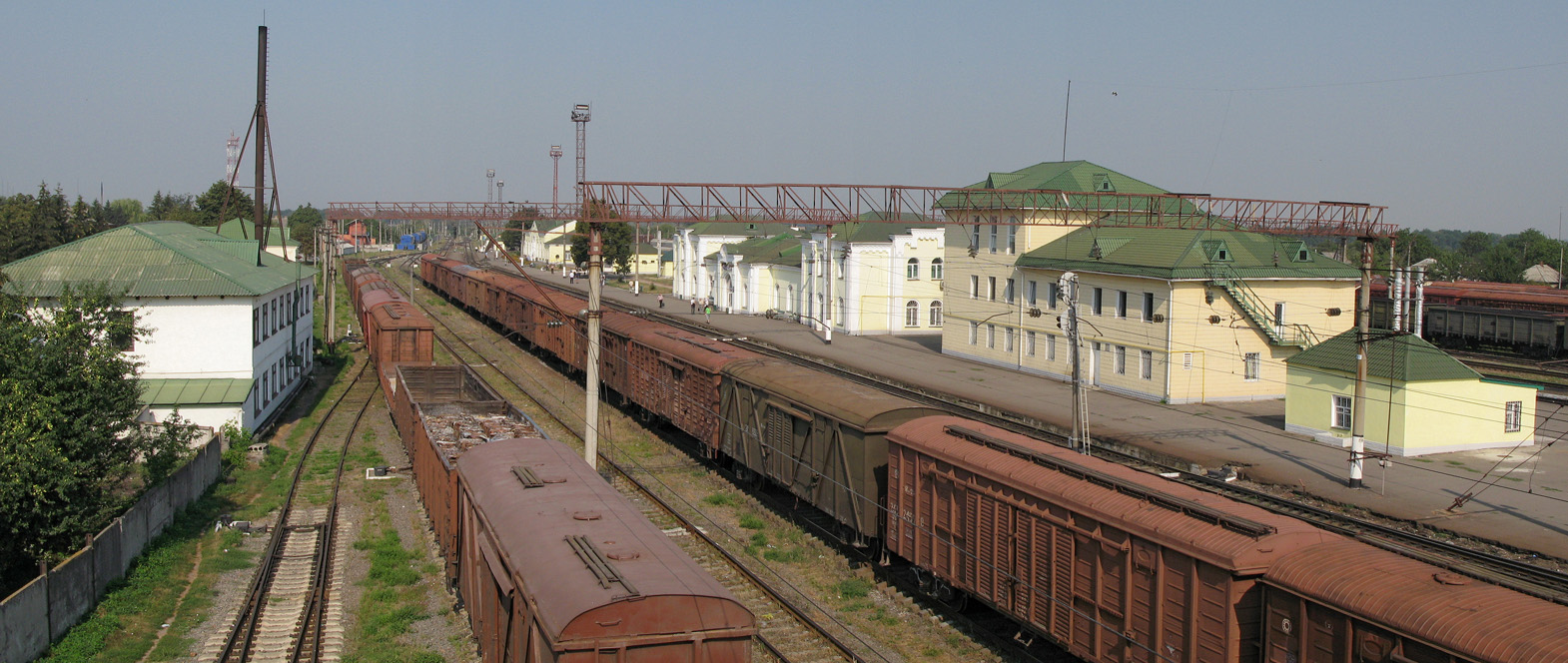
Станція Гребінка
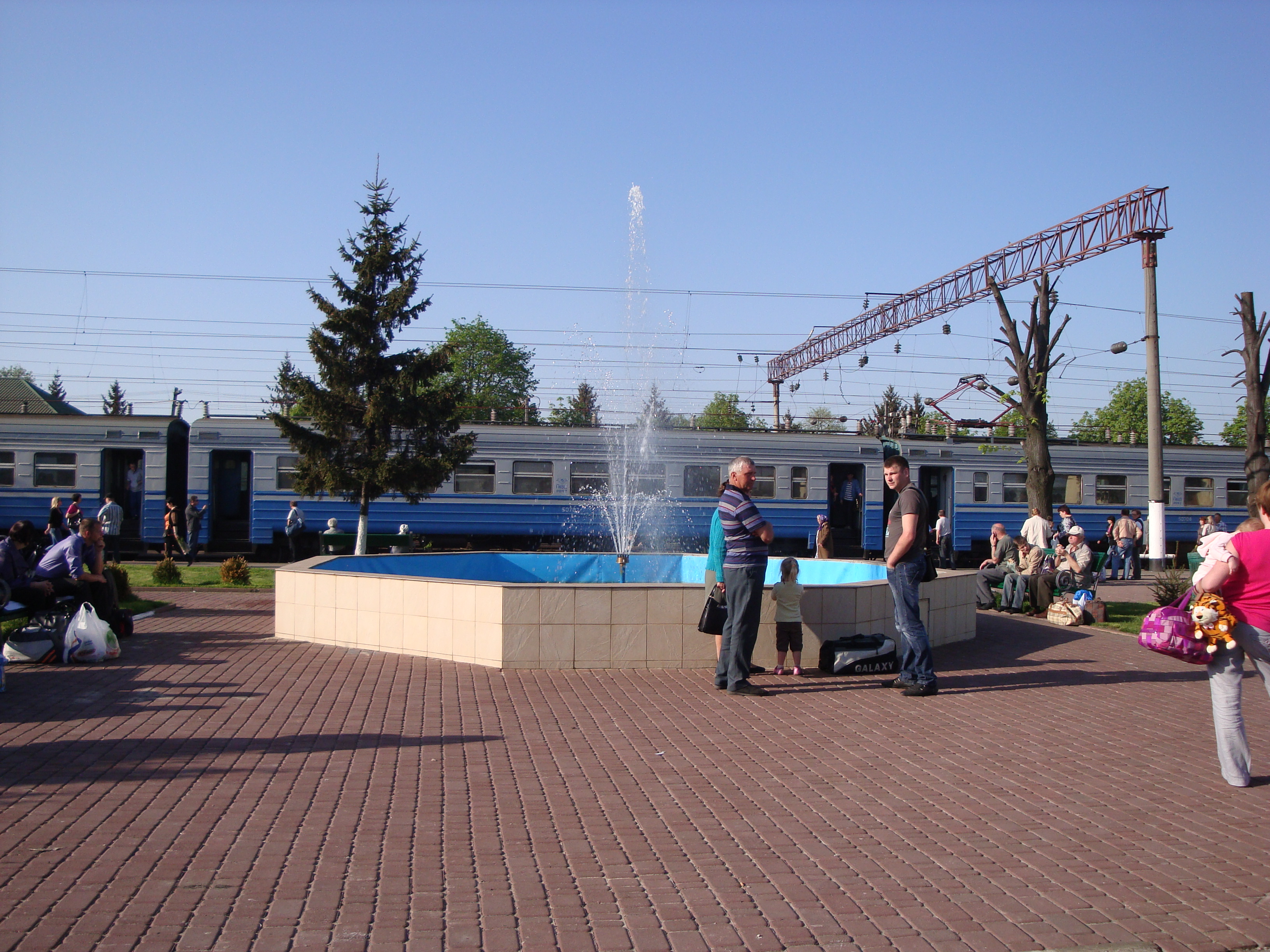
Фонтан на пероні
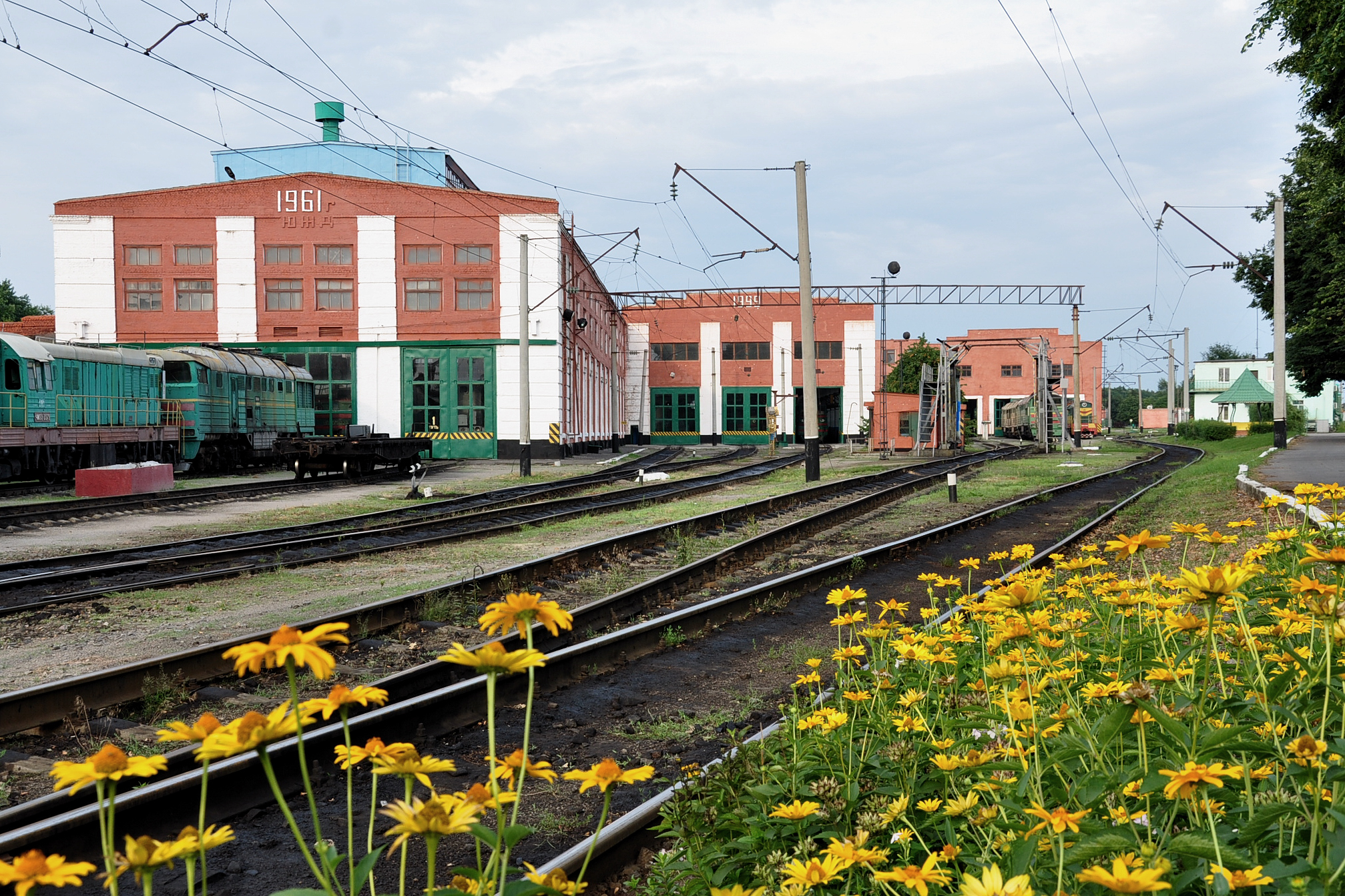
Локомотивне депо
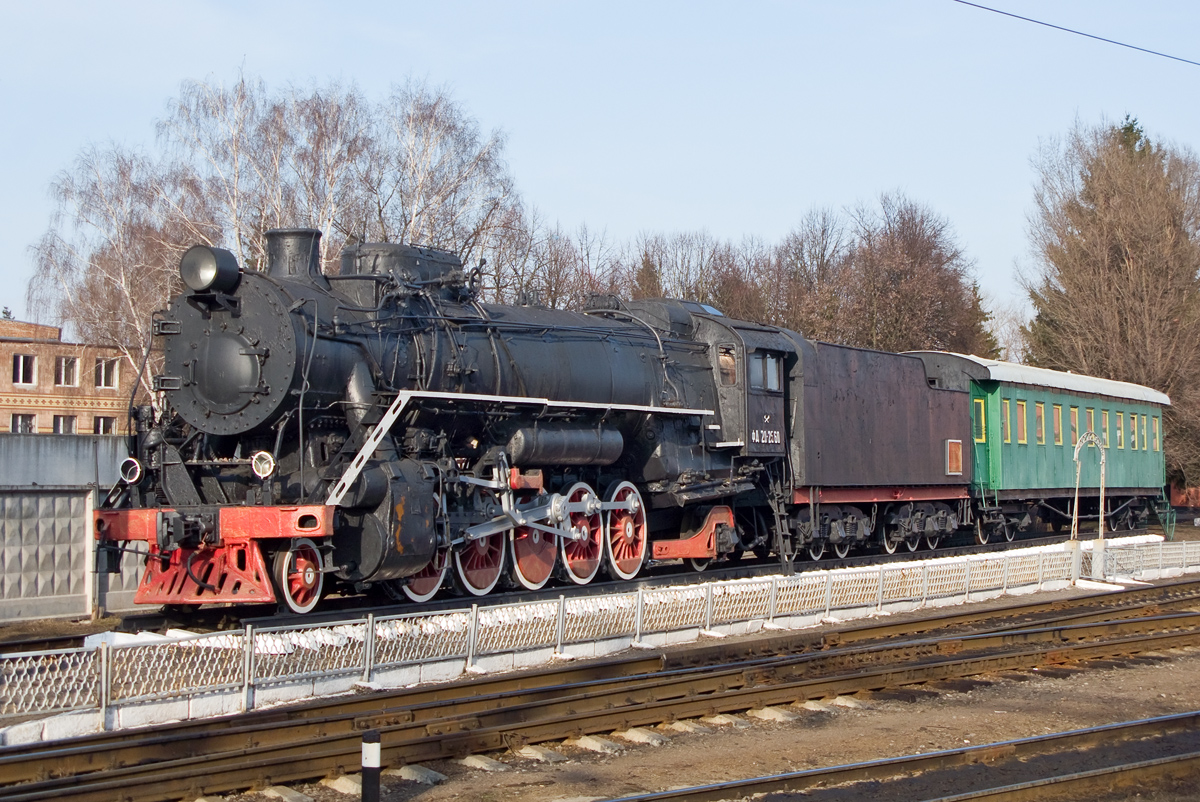
Пам'ятник паровозу